# Leben des Orest
Leben des Orest (La vida de Orestes) es una grand opéra en cinco actos (ocho escenas) con palabras y música de Ernst Krenek. Es su opus 60 y el primero de sus propios libretos con una ambientación de la Antigüedad. La partitura se inscribe con los datos de composición: 8 de agosto de 1928 – 13 de mayo de 1929, e incluye indicaciones de cortes recomendados realizados para la primera producción. Se estrenó en el Neues Theater de Leipzig el 19 de enero de 1930, y se estrenó en el Teatro de Ópera Kroll en Berlín a principios de marzo del mismo año (Leichtentritt 1930, 366).

## Historia
Leben des Orest tuvo 13 producciones para el 1933, cuando los nazis se hicieron con el poder y prohibieron que se representaran las óperas de Krenek. La primera reposición de postguerra fue en 1947 en Linz y le siguieron representaciones en Fráncfort (1951), Graz (1952),  Düsseldorf (1954) y Wiesbaden (1961). Las representaciones de 1961 en Darmstadt fueron dirigidas por el propio Krenek, pero atrajo altas demostraciones contra su supuesto conservadurismo musical.   Pierre Boulez escribió una carta abierta denunciando las acciones de la administración contra los trastornos como "terror organizado" y la facultad de la Sommerferienkurse se pusieron de su lado llamando a la obra una mera reliquia de los años 1920. Una reposición exitosa tuvo lugar en la Ópera de Portland en el año Life of Orestes en la traducción al inglés del compositor.